# سازمان کمک فنی
سازمان کمک فنی (Bundesanstalt Technisches Hilfswerk) سازمان فدرال حفاظت مدنی آلمان است. توسط دولت فدرال آلمان کنترل می‌شود. ۹۹٪ از ۷۹۵۴۳ عضو آن (۲۰۱۹) داوطلب هستند و کار داوطلبانه انجام می‌دهند.